# Careproctus leptorhinus
Careproctus leptorhinus és una espècie de peix pertanyent a la família dels lipàrids.

## Hàbitat
És un peix marí i batidemersal que viu entre 4.246 i 4.295 m de fondària.

## Distribució geogràfica
Es troba al mar de Scotia.

## Observacions
És inofensiu per als humans.